# 유인 (용릉후)
유인(劉仁, ? ~ ?)은 전한 후기의 제후로, 장사정왕의 증손이다.

## 생애
원강 원년(기원전 65년), 아버지 유웅거의 뒤를 이어 용릉후(舂陵侯)에 봉해졌다.
용릉후국(지금의 후난성 닝위안현 근처)은 지대가 낮고 습하고, 또 산림에 독기가 있었기 때문에, 유인은 봉읍을 줄여서라도 서울 쪽으로 이주하고 싶다는 글을 올렸다. 원제는 이를 허락하여 초원 4년(기원전 45년)에 남양군 채양현(지금의 후베이성 짜오양시 근처)의 백수향(白水鄕)으로 봉국을 옮기고 이름은 용릉을 계속 쓰게 해 주었고, 유인은 종제 유회(劉回)를 비롯한 집안 사람들을 데리고 이주하였다.
시호를 효 또는 고(考)라 하였고, 아들 유창이 작위를 이었다.

## 출전
- 반고, 《한서》 권15상 왕자후표 上
- 범엽, 《후한서》 권14 종실사왕삼후열전